# 5361 Goncharov
Az 5361 Goncharov (ideiglenes jelöléssel 1976 YC2) a Naprendszer kisbolygóövében található aszteroida. Ljudmila Ivanovna Csernih fedezte fel 1976. december 16-án.